# Janusz Goćkowski
Janusz Goćkowski (ur. 1935 w Warszawie, zm. 23 lipca 2010) – polski socjolog i politolog.

## Życiorys
Absolwent Uniwersytetu Adama Mickiewicza w Poznaniu (1956 r.). Doktoryzował się w 1967 w zakresie historii doktryn politycznych i prawnych na Uniwersytecie Mikołaja Kopernika w Toruniu, a habilitację w 1978 uzyskał z nauk politycznych w zakresie socjologii stosunków politycznych na Uniwersytecie Warszawskim, zaś w 1995 r. otrzymał tytuł profesora.
Zawodowo związany z Politechniką Wrocławską w latach 1966–2003 m.in. jako kierownik Zakładu Socjologii Nauki, od 1995 r. profesor na Wydziale Informatyki i Zarządzania Politechniki Wrocławskiej. Równocześnie pracował na Uniwersytecie Jagiellońskim w Krakowie w latach 1984–2003 m.in. jako kierownik Zakładu Teorii i Historii Cywilizacji i Wyższej Szkoły Humanistycznej im. Aleksandra Gieysztora w Pułtusku.
Autor ok. 300 prac naukowych, promotor siedmiu doktorów. Członek prezydium Komitetu Naukoznawstwa Polskiej Akademii Nauk i przewodniczący Sekcji Tradycji i Ethosu w Nauce Komitetu Naukoznawstwa Polskiej Akademii Nauk; przewodniczący Sekcji Socjologii Nauki i członek Sekcji Socjotechniki Polskiego Towarzystwa Socjologicznego i Komisji Historii Myśli Społecznej i Politycznej Polskiego Towarzystwa Historycznego.
Pochowany na Cmentarzu Grabiszyńskim we Wrocławiu.

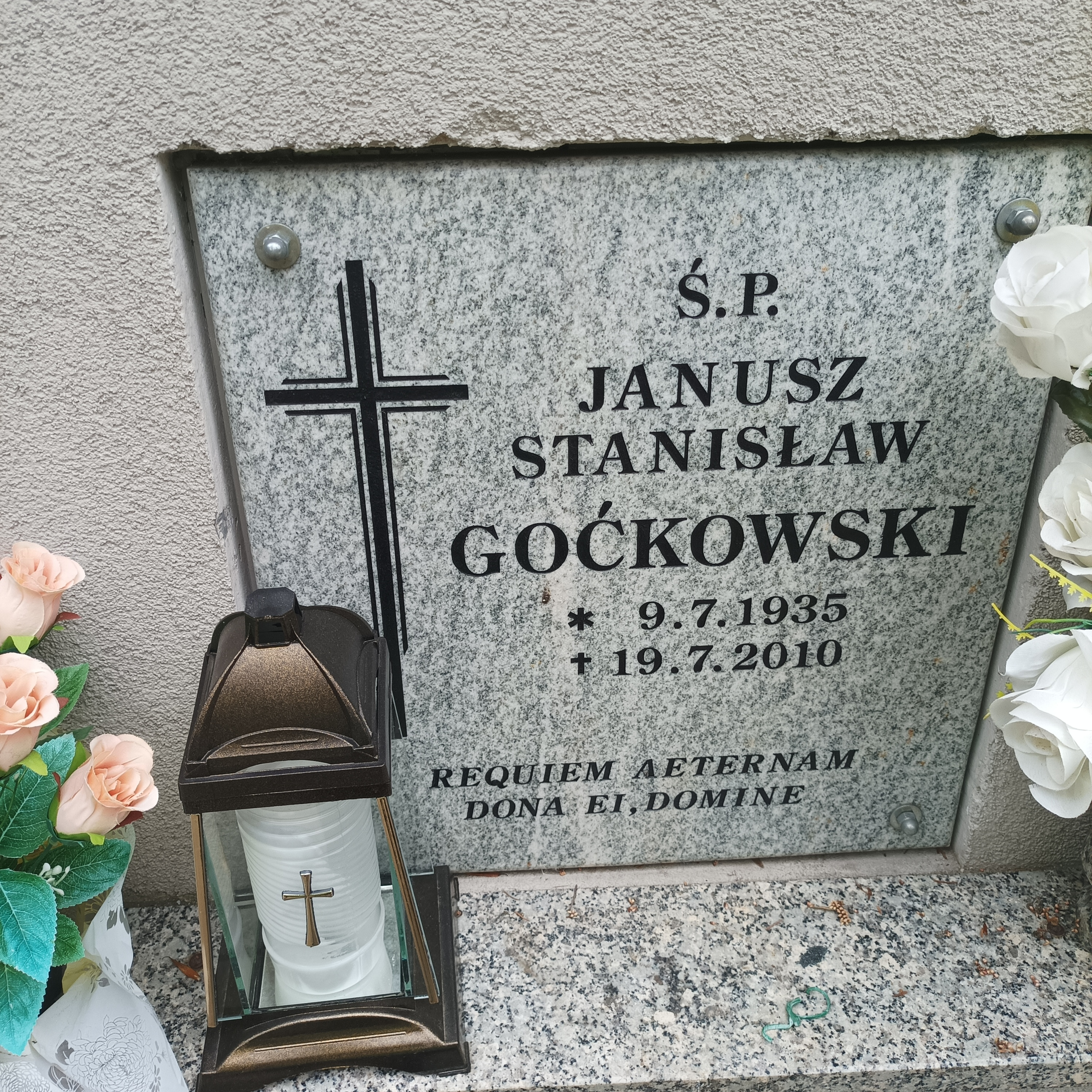
Grób prof. Janusza Goćkowskiego na Cmentarzu Grabiszyńskim